# Charles Devens
Charles Devens (ur. 4 kwietnia 1820 w Charlestown, zm. 7 stycznia 1891 w Bostonie) – amerykański polityk.

## Życiorys
Urodził się 4 kwietnia 1820 roku w Charlestown. Ukończył studia na Uniwersytecie Harvarda, studiował nauki prawne i otworzył prywatną praktykę w Massachusetts. Pod koniec lat 40. XIX wieku zasiadał w legislaturze stanowej, a następnie pełnił funkcję marshala. W latach 1854–1861 ponownie praktykował prawo w Worcester, a z chwilą wybuchu wojny secesyjnej, wstąpił na służbę do Armii Unii i został majorem dowodzącym niezależnym batalionem strzelców. Został ranny w bitwach pod Fair Oaks i Chancellorsville i dosłużył się stopnia generała majora. Po wojnie powrócił do praktykowania prawa, a w 1873 roku został sędzią stanowego Sądu Najwyższego. W 1877 roku prezydent Rutherford Hayes zaproponował mu objęcie stanowiska prokuratora generalnego, które piastował do końca kadencji prezydenckiej. W 1881 roku powrócił do funkcji sędziego. Zmarł 7 stycznia 1891 roku w Bostonie.